# الزعفرانة (دوعن)

'

تعديل مصدري - تعديل

الزعفرانة هي إحدى قرى عزلة صيف بمديرية دوعن التابعة لمحافظة حضرموت، بلغ تعداد سكانها 46 نسمة حسب تعداد اليمن لعام 2004.